# Козачко, Анатолий Васильевич
Анатолий Васильевич Казачко (род. 4 июня 1949, Красномихайловское, Ростовская область) — российский государственный и политический деятель. Председатель Народного Хурала (Парламента) Республики Калмыкия с 2008 года.

## Биография
Родился 4 июня 1949 года в селе Красно-Михайловка Яшалтинского района Калмыцкой АССР. В 1979 году окончил Саратовскую высшую партийную школу. В 1982 получил второе высшее образование в Саратовском сельскохозяйственном институте им. Н. И. Вавилова по специальности «экономика и организация сельского хозяйства».
Председатель Яшалтинского районного Совета народных депутатов, первый секретарь Яшалтинского райкома КПСС.
Весной 1989 года избран народным депутатом СССР от Яшалтинского национально-территориального избирательного округа № 556 Калмыцкой АССР.
Секретарь Калмыцкого регионального отделения партии «Единая Россия», член генерального совета партии.